# 友井雄亮
友井 雄亮（、1980年4月2日 - ）は、日本の元俳優、元タレント、元関西ジャニーズJr.であり、歌謡グループ「純烈」の元メンバー。大阪府大阪市出身。

## 略歴
1994年8月にジャニーズ事務所に入所。本名の牧山雄亮名義で関西ジャニーズJr.に一時期籍を置く。母親がジャニーズ事務所に履歴書を送ったところ、「オーディションをやるから来ませんか？」との電話があり、行ってみたところ500人くらいおり、ダンスなどの審査を経て、友井ともう一人だけが合格し、いきなり光GENJIの解散コンサートに抜擢され、デビューする。Jr.時代はMAIKO&お国のメンバーとして活動していた。その後も、何度かジャニーズの大阪公演のステージに立ち、高校進学後、ジャニー喜多川が設立した「シアター1200」という劇場のミュージカルに出演するようになる。「今の成功は事務所の力じゃないか？」「本当にやりたいことは何なのか?」と芸能活動への葛藤から、1998年（18歳時）にジャニーズ事務所を退所している。
2000年から友井雄亮名義で俳優活動をはじめ、2001年から2002年まで放送された、『仮面ライダーアギト』の葦原涼 / 仮面ライダーギルス役として抜擢。その後も『ちりとてちん』や『世界ウルルン滞在記』などに出演。2006年3月31日に芸能界引退を表明したが、後に芸能活動を再開している。
2007年には 小田井涼平、白川裕二郎、酒井一圭らとともに結成した歌謡コーラス・グループの純烈の後上翔太の兄貴分としても活動しており、30代後半の時期はこちらでの活動が主軸となっていた。なお、「純烈」として2018年の紅白歌合戦出場を果たしていた。
2019年1月9日、文春オンラインにて過去の交際女性へのDVや交際女性の貯金3000万円の使い込みなどのスキャンダルが報じられ、翌10日にはこれを受け、純烈を脱退することが報じられた。翌11日、東京都内で単独会見を開き、女性トラブルの事実を認め、あらためて純烈の脱退と芸能界引退を表明した。なお、芸能界引退後の1月14日に放送された『痛快TV スカッとジャパン』の再現ドラマでの友井の出演シーンはカットされずに放送され、最後に「2018年12月13日に収録したものです」との注釈テロップが表示された。
2020年6月より、大阪市北新地にて焼肉店「神威」の店長として勤務していることが報じられた。Instagramのアカウントも運用し当人から近況の発信もされている。40歳から始まる第二の人生は「心配してくれた人たちに“ちゃんと俺、変わるから見てて”という思い」と語り、かつてのファンには「直接謝罪やお礼も言わずに去り、申し訳なさでいっぱい。今は僕も元気に頑張ってるので、来店いただけたら最高の焼き肉とサービスを提供します」と恩返しを誓った。
2024年11月25日、東京・日本武道館で純烈が初の単独公演を行った際、その中でサプライズゲストとして、林田達也とともに登場した。

## 人物
趣味は料理、ショッピング。特技はダンス（カットバック）。
好きなアーティストはMr.Children、エリック・クラプトン。好きな作家及び漫画家は村上龍、金城一紀、髙橋ヒロシ。純烈では主に振り付けを担当していた。

## 出演

### テレビドラマ
- 多重人格探偵サイコ / 雨宮一彦の帰還 第三話（2000年5月4日、WOWOWドラマ） ‐ 村瀬公威 役
- 仮面ライダーアギト（2001年1月28日 - 2002年1月27日、テレビ朝日）葦原涼 役
- 月曜ミステリー劇場 外科医・零子1 ハートの記憶 （2001年10月22日、TBS） ‐ 八木哲也 役
- 松本清張没後10年特別企画・死んだ馬 殺意の接点（2002年4月22日、TBS）神山芳治 役
- 恋は戦い! 第2・3・8話（2003年1月16日・1月23日・2月27日、テレビ朝日）徳永晴彦 役
- 天罰屋くれない 闇の始末帖 第4話（2003年5月12日、テレビ朝日）又吉 役
- 月曜ドラマシリーズ 麻婆豆腐の女房（2003年5月12日 - 6月9日、NHK）中山 役
- 金曜ナイトドラマ 独身3!!（2003年10月10日 - 12月19日、テレビ朝日）島雄介 役
- ゆうすけのムービーデリバリー（2003年12月 - 2004年9月、カミングスーンTV）
- 愛の劇場 すずがくれた音（2004年9月6日 - 10月15日、TBS）
- 金曜エンタテイメント こちらお客様相談室 クレーム1!だんご殺人事件（2005年2月4日、フジテレビ）竹村揚満 役
- 危険な関係（2005年4月4日 - 7月1日、東海テレビ）若槻和也 役
- 水曜ミステリー9　多摩南署たたき上げ刑事・近松丙吉5 四人の目撃者(2005年10月26日、テレビ東京） 松尾圭太 役
- ちりとてちん（2007年10月1日 - 、NHK）和田友春 役
- ドラマ8 Q.E.D. 証明終了　第1話「青の密室」（2009年1月8日、NHK）魚脇実 役
- 臨場 第5話（2009年5月13日、テレビ朝日）松川一弥 役

### テレビ番組
- 世界ウルルン滞在記（毎日放送）
  - 2003年:イースター島
  - 2004年:イギリス
  - 2005年:ブラジル・アマゾン
  - 2006年:インドネシア
- 第69回NHK紅白歌合戦（2018年）

### アニメ
- プラトニックチェーン（2003年） - マコト 役

### 映画
- 仮面ライダーシリーズ（東映）
  - 劇場版 仮面ライダーアギト PROJECT G4（2001年）葦原涼 役
  - 劇場版 仮面ライダー龍騎 EPISODE FINAL（2002年）チーマー 役（友情出演）
- ゴジラシリーズ（東宝）- 葉山進 役[2]
  - ゴジラ×メカゴジラ（2002年）
  - ゴジラ×モスラ×メカゴジラ 東京SOS（2003年）
- パセリ（2004年）
- 幻（2005年、 MIRAI PICTURES JAPAN）- 風間亮 役

### 舞台
- Kyotokyoジャニーズファンタジー
- HERO730 LIVE STAGE 2002コンビニスペクタクル お弁当、温めますか？（2002年、シアターVアカサカ）
- HERO730 　結婚詐欺株式会社（2003年、天王洲アーストフィア）
- 阿国－OKUNI－（2003年、ル・テアトル銀座、南座、北九州芸術劇場大ホール、長崎ブリックホール、中日劇場）二蔵 役
- ナイル殺人事件（2004年、ル・テアトル銀座）ウィリアム・スミス 役
- LIVE！阿国（2005年、『愛・地球博』会場内）二蔵 役
- オキュパイ 〜サンモールスタジオを占拠せよ〜（2006年3月7日- 12日）
- シュークリーム工房プロデュース vol. 1　新撰組あと始末記（2012年6月20日-24日、銀座博品館劇場）勝海舟 役

### ゲーム
- オール仮面ライダー ライダーレボリューション（2016年12月1日、ニンテンドー3DS）仮面ライダーギルスの声[12]